# Denver Hume
Denver Jay Hume (sinh ngày 11 tháng 8 năm 1998) là một cầu thủ bóng đá người Anh thi đấu cho Sunderland ở vị trí hậu vệ trái.

## Thống kê sự nghiệp
Tính đến trận đấu diễn ra ngày 7 tháng 3 năm 2020
| Câu lạc bộ          | Mùa giải            | Giải quốc nội       | Giải quốc nội | Giải quốc nội | Cúp FA  | Cúp FA    | League Cup | League Cup | Khác    | Khác      | Tổng    | Tổng      |
| Câu lạc bộ          | Mùa giải            | Hạng đấu            | Số trận       | Bàn thắng     | Số trận | Bàn thắng | Số trận    | Bàn thắng  | Số trận | Bàn thắng | Số trận | Bàn thắng |
| ------------------- | ------------------- | ------------------- | ------------- | ------------- | ------- | --------- | ---------- | ---------- | ------- | --------- | ------- | --------- |
| Sunderland          | 2017-18             | Championship        | 1             | 0             | 0       | 0         | 0          | 0          | 2       | 0         | 3       | 0         |
| Sunderland          | 2018-19             | Giải quốc nội One   | 8             | 0             | 0       | 0         | 1          | 0          | 2       | 0         | 11      | 0         |
| Sunderland          | 2019-20             | Giải quốc nội One   | 31            | 1             | 1       | 0         | 3          | 0          | 2       | 0         | 37      | 1         |
| Tổng cộng sự nghiệp | Tổng cộng sự nghiệp | Tổng cộng sự nghiệp | 40            | 1             | 1       | 0         | 4          | 0          | 6       | 0         | 51      | 1         |

Ghi chú
1. 1 2  Số trận ở EFL Trophy.

## Danh hiệu
Sunderland
- Á quân EFL Trophy: 2018-19[5]